# Chen Yuefang
Chen Yuefang (kinesiska: 陳 月芳), född den 1 maj 1963 i Ningxia, Kina, död 18 september 2000, var en kinesisk basketspelare som var med och tog OS-brons 1984 i Los Angeles.